# IC 4569
IC 4569 ist eine linsenförmige Galaxie vom Hubble-Typ S0 im Sternbild Nördliche Krone am Nordsternhimmel. Sie ist schätzungsweise 444 Millionen Lichtjahre von der Milchstraße entfernt.
Das Objekt wurde am 25. Juli 1895 von Stéphane Javelle entdeckt.